# Viola subsinuata
Viola subsinuata là một loài thực vật có hoa trong họ Hoa tím. Loài này được (Greene) Greene miêu tả khoa học đầu tiên năm 1899.